# Boomerang (album của Tenjochiki/The Grace)
Boomerang là đĩa đơn tiếng Nhật đầu tiên của Tenjochiki dưới nhãn đĩa Rhythm Zone và được phát hành với cả hai phiên bản CD và CD+DVD (Limited Edition). Ca khúc chủ đề được hát bằng tiếng Hàn Quốc, nằm trong album đầu tay Too Good của họ. Đĩa đơn xếp thứ 110 trên bảng xếp hạng Oricon trong vòng 1 tuần, và bán được 967 bản.

## Danh sách bài hát

### CD
1. Boomerang
2. Do you know (Sunday Solo)
3. Boomerang instrumental
4. Do you know instrumental

### CD+DVD

##### Phần CD
1. Boomerang
2. Do you know (Sunday Solo)
3. Boomerang instrumental
4. Do you know instrumental

##### Phần DVD
1. "Boomerang" PV
2. 天上智喜 phỏng vấn đặc biệt
3. Hậu trường thực hiện